# Escadrille
Une escadrille est une unité militaire, utilisée dans plusieurs armées. 

## Canada
Dans l'Aviation royale canadienne (Royal Canadian Air Force), l'escadrille est un sous-ensemble d'un escadron. 
Par exemple, le 400e Escadron tactique d'hélicoptères (ETAH), hébergé sur la Base des Forces canadiennes (BFC) Borden, en Ontario, compte six escadrilles : trois escadrilles aériennes, une escadrille d'entretien, une escadrille de soutien administratif et l'escadrille de quartier général de l'escadron.
Tous les escadrons ne sont pas divisés en escadrilles.
Jusqu’à la fin des années 1980, le terme escadrille était utilisé comme traduction française du mot anglais squadron, mais on lui a substitué à cette époque le mot escadron. 
Le mot escadrille reste également en usage pour certaines unités indépendantes appartenant notamment à la réserve (exemple:  l'Escadrille de la Réserve aérienne de la 4e Escadre - à Cold Lake, Alberta).

## France

### Armée de l'air
Dans l'Armée de l'air et de l'espace française, l'escadrille est un sous-ensemble d'un escadron.
Un escadron regroupe en général deux ou trois escadrilles. 
L'escadrille assure une double fonction administrative et opérationnelle, même si l’essentiel de la gestion des opérations se fait au niveau de l’escadron. Un pilote est affecté à une escadrille mais les appareils, eux, sont en général affectés à l’escadron. Leur entretien est réalisé par un escadron de soutien technique aéronautique (ESTA) qui les met à disposition des escadrons pour emploi. Chacun des chefs d'escadrille assure à tour de rôle la planification à court terme des opérations de l'ensemble de l'escadron, sous la responsabilité du chef des opérations de l'escadron, ce dernier se réservant la planification à moyen/long terme (préparation des exercices et déploiements futurs, notamment).     
Les escadrilles reprennent les traditions d’unités prestigieuses dont la plupart - les SPA et autres SAL remontent à la Première Guerre mondiale (voir ci-dessous l'explication des appellations).

#### Histoire
Les cinq premières escadrilles ont été créées au début de 1912 (donc deux ans et demi avant le début de la Première Guerre mondiale et bien avant la création officielle de l'armée de l'air qui date elle de 1933 (l’Armée de l’air est née par la signature d’un décret le 1er avril 1933 ; son organisation a été définie par la loi du 2 juillet 1934 mais son histoire prend sa source avec les traditions de toutes les escadrilles aériennes militaires françaises créées depuis 1912).
Ces cinq escadrilles, constituées chacune de six avions d'un même modèle étaient:
- l'escadrille Henri Farman, H.F. 1 à Châlons ;
- l'escadrille Maurice Farman, M.F.2, à l'école de Buc ;
- l'escadrille Blériot, BL.3, à Pau ;
- l'escadrille Deperdussin, D.4, à Saint-Cyr ;
- l'escadrille Maurice Farman, M.F. 5, à Saint-Cyr.

La désignation des escadrilles comportait l'identification du type d'appareil suivie d'un numéro d'ordre. Par la suite, on retrouvera parmi les appellations les plus courantes : SPA pour une escadrille équipée de SPAD, N pour Nieuport, SAL pour Salmson etc. 
Six escadrilles supplémentaires furent créées en 1912, une soixantaine d'appareils étant disponibles pour participer aux grandes manœuvres de cette année. Certaines de ces escadrilles étaient mises en œuvre par l'artillerie et d'autres par la cavalerie.
La création du premier groupe de bombardement (le GB1) regroupant les trois escadrilles VB1, VB2 et VB3 date de novembre 1914. Les escadrilles de combat puis de chasse furent regroupées dans les groupes GC11, 12 et 13 à partir de 1916 mais la grande majorité des unités étaient des escadrilles d'observation.
Le nombre d'escadrilles augmenta très fortement pendant la guerre, passant d'environ une trentaine d'escadrilles de 4 ou 6 avions au déclenchement des hostilités à une soixantaine trois mois plus tard. Le nombre d'avions par escadrille passera à dix en 1916 puis à quinze en 1917, pas toujours du même type, le nombre total d'escadrilles en ligne sur l'ensemble des fronts atteignant 288 à l'armistice (pour mémoire, à la même date la Grande-Bretagne en comptait 199, les États-Unis 45 et l'Allemagne 275). Sur le seul front de l'ouest, la France mettait en œuvre 258 escadrilles dont 126 d'observation, 80 de combat et 52 de bombardement . 
En 1918 avait été créée la division aérienne, scindée en deux brigades mixtes (combat et bombardement).
Après la guerre, les escadrilles continuèrent à être regroupées en groupes (la plupart des groupes comptaient trois escadrilles), en régiments, en brigades et en divisions mais l'unité opérationnelle principale resta le groupe. En 1932, l'appellation d'escadre remplaça celle de régiment. L'appellation d'escadron remplaça progressivement celle de groupe à partir de 1949 pour faciliter l'interopérabilité avec les autres armées de l'air de l'OTAN qui mettaient en œuvre des "squadrons".

### Armée de Terre
L'escadrille est l'unité de base dans l'Aviation légère de l'Armée de terre (ALAT). La plupart des escadrilles de l'ALAT sont des unités d'hélicoptères dont les différents rôles sont l'éclairage des forces au sol (chars et infanterie), le repérage de cibles pour l'artillerie, le combat contre les éclaireurs adverses, le combat (par exemple antichar), le ravitaillement, ainsi que la dépose et la récupération de soldats en zone ennemie. Mais l'ALAT comprend également des escadrilles « terrestres » pour les missions de support et de logistique, ainsi que des escadrilles équipées d'avions pour les missions de transport et de soutien.
Exemple : le 3e régiment d'hélicoptères de combat implanté sur la Base aérienne d'Étain-Rouvres (Lorraine) est composé début 2013 de 11 escadrilles :
- 1 escadrille d'hélicoptères d'attaque (EHA), soit 9 gazelles SA 342 équipés du système Viviane et armées de missiles HOT.
- 2 escadrilles d'hélicoptères appui protection (EHAP), soit 8 gazelles SA 341 équipées de canon de 20 mm et 7 gazelles SA 342 MISTRAL
- 1 escadrille d'hélicoptères légers de reconnaissance (EHR), soit 9 gazelles (5 SA 342 Viviane pour la reconnaissance de nuit et 4 gazelles SA 342 et SA 341 lisses pour la reconnaissance de jour).
- 2 escadrilles d'hélicoptères de manœuvre (EHM), soit 16 pumas SA 330.
- 1 escadrille de contrôle et ravitaillement (ECR).
- 1 escadrille de commandement et logistique (ECL).
- 1 escadrille de base et d'instruction (EBI).

Exemples d'escadrilles d'avions de l'ALAT :
- L'escadrille de transport et de convoyage de matériel (ETCM) de Montauban du 9e bataillon de soutien aéromobile doté de 5 Pilatus PC-6 ;
- L'escadrille d'avions de l'armée de terre (EAAT) basée sur l'aérodrome de Rennes Saint-Jacques dotée de 8 Socata TBM-700[11] ;

### Marine nationale
Au sein de la Marine nationale, l'escadrille est une unité de l'Aéronavale ou des forces sous-marines.
Dans l'aéronavale, l'escadrille est une formation aérienne au même titre que la flottille, mais la marine utilise l'appellation d'escadrille pour les formations de soutien et celle de flottille pour les unités de combat.
Pour les navires, le terme d'escadrille désigne une formation de sous-marins, alors que celui de flottille est utilisé pour une formation de navires de surface (à noter qu'il s'agit de formations administratives).

## Belgique
Dans la Composante air (Luchtcomponent - Luftkomponente) de l'armée belge, l'escadrille (smaldeel - schmallteil) est une unité de 12-16 avions, et un sous-ensemble d'un Wing.